# Flughafen Futuna Pointe Vele

i7
i11
i13
Der Flughafen Futuna Pointe Vele (französisch Aérodrome de Futuna Pointe Vele, IATA-Code: FUT, ICAO-Code: NLWF) ist ein Flughafen des französischen Überseegebiets Wallis und Futuna.
Der Flughafen befindet sich auf der Insel Futuna in der Nähe des Dorfes Vele, etwa 10 km vom Hauptort Leava entfernt.